# Newbiggin-on-Lune
Newbiggin-on-Lune – wieś w Anglii, w Kumbrii, w dystrykcie (unitary authority) Westmorland and Furness. Leży 60 km na południowy wschód od miasta Carlisle i 361 km na północny zachód od Londynu.